# Weimarische Straße 5 (Allstedt)

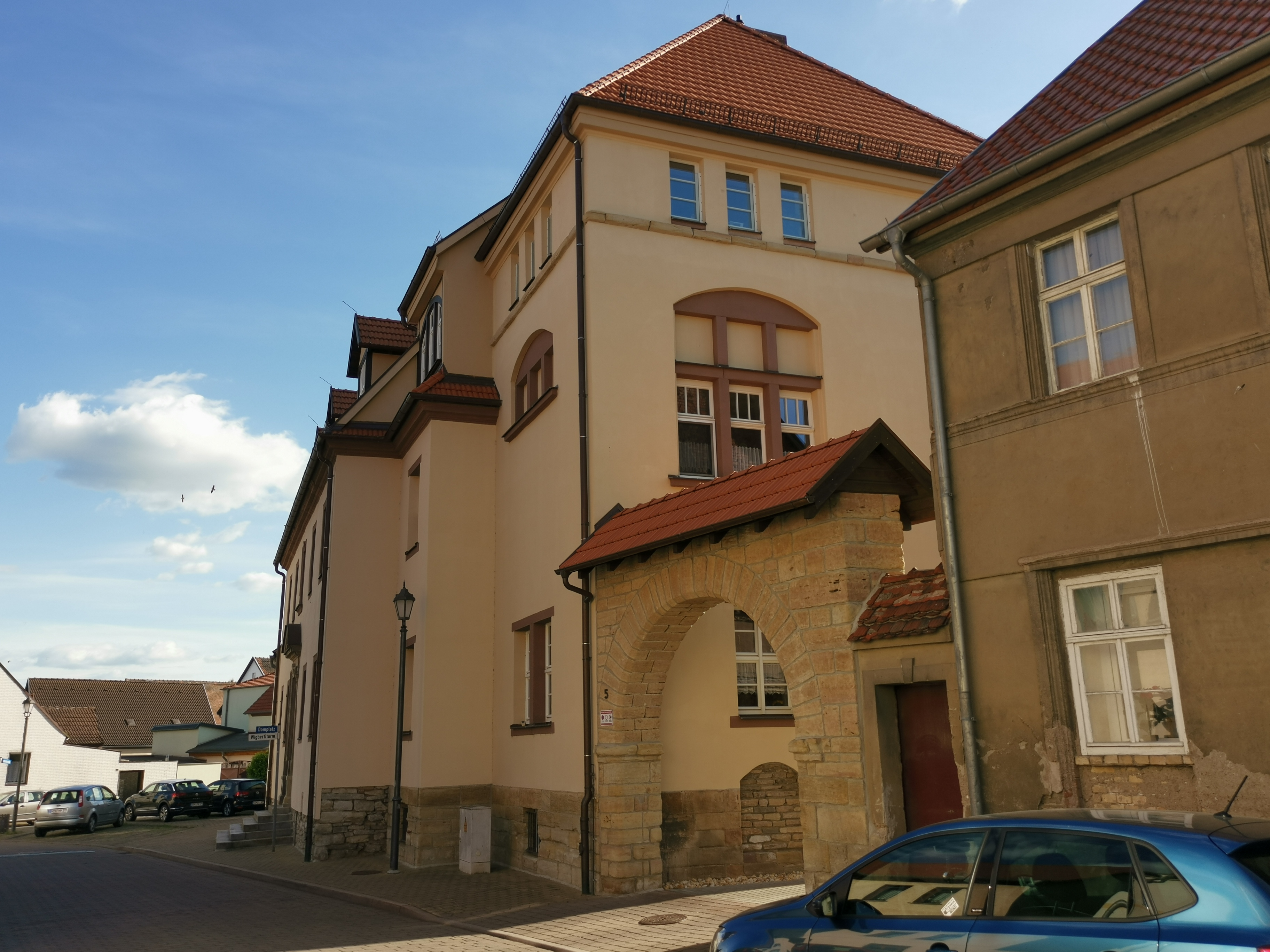
Weimarische Straße 5 in Allstedt

Das Gebäude Weimarische Straße in Allstedt in Sachsen-Anhalt ist ein ehemaliges Gerichtsgebäude (Amtsgericht Allstedt), das heute als Wohnhaus genutzt wird. Es besitzt einen Hof mit einem großen Tor mit einem Rundbogen. Der Hauseingang hat über der Tür einen gebrochenen Giebel. Das zweigeschossige Gebäude hat ein Satteldach mit Mansarden.
Das Gebäude steht auf der Liste der Kulturdenkmale in Allstedt. Ein weiteres auf dieser Liste vermerkte Gebäude ist das Wohnhaus Weimarische Straße 18. Die Weimarische Straße beginnt am Bäckerplatz und endet an der Erdmannstraße.